# Cantonul Fontainebleau
Cantonul Fontainebleau este un canton din arondismentul Fontainebleau, departamentul Seine-et-Marne, regiunea Île-de-France , Franța.

## Comune
- Avon
- Bois-le-Roi
- Fontainebleau (reședință)
- Héricy
- Samois-sur-Seine
- Samoreau
- Vulaines-sur-Seine